# (29) Amphitrite
(29) Amphitrite ist ein Asteroid des mittleren Hauptgürtels, der am 1. März 1854 vom deutschen Astronomen Albert Marth am George Bishop’s Observatory in London entdeckt wurde. Es war seine einzige Asteroidenentdeckung. Weitere unabhängige Entdeckungen erfolgten noch am 2. März durch Norman Robert Pogson in Oxford und am 3. März durch Jean Chacornac in Paris.
Der Asteroid wurde benannt nach Amphitrite, einer Okeanide, der Frau von Poseidon und Mutter von Triton. Die Benennung erfolgte durch George Bishop, in dessen privater Sternwarte der Asteroid entdeckt wurde. Das früher für (29) Amphitrite verwendete Symbol war eine Muschel und ein Stern .

## Wissenschaftliche Auswertung
Mit Daten radiometrischer Beobachtungen im Infraroten am Mauna-Kea-Observatorium auf Hawaiʻi vom April und Juni 1973 und am Cerro Tololo Inter-American Observatory in Chile von 1974 wurden für (29) Amphitrite erstmals Werte für den Durchmesser und die Albedo von 189 bis 223 km bzw. 0,11 bis 0,15 bestimmt. Aus Ergebnissen der IRAS Minor Planet Survey (IMPS) wurden 1992 Angaben zu Durchmesser und Albedo für zahlreiche Asteroiden abgeleitet, darunter auch (29) Amphitrite, für die damals Werte von 212,2 km bzw. 0,18 erhalten wurden. Mit hochaufgelösten Aufnahmen mit dem Adaptive Optics (AO)-System am Teleskop II des Keck-Observatoriums auf Hawaiʻi im Infraroten vom 28. Juni 2010 konnte ein äquivalenter Durchmesser von 196 ± 22 km abgeleitet werden. Eine Auswertung von Beobachtungen durch das Projekt NEOWISE im nahen Infrarot ergab 2011 vorläufige Werte für den Durchmesser und die Albedo im sichtbaren Bereich von 227,1 km bzw. 0,16. Nach neuen Messungen mit NEOWISE wurden die Werte 2014 auf 189,6 km bzw. 0,22 korrigiert. Mit einer Auswertung von vier Sternbedeckungen durch den Asteroiden konnte in einer Untersuchung von 2020 ein mittlerer Durchmesser von 201,0 ± 3,8 km bestimmt werden.
Eine spektroskopische Untersuchung von 820 Asteroiden zwischen November 1996 und September 2001 am La-Silla-Observatorium in Chile ergab für (29) Amphitrite eine taxonomische Klassifizierung als S- bzw. L-Typ. Bereits eine spektroskopische Untersuchung von 1990 hatte für (29) Amphitrite eine mineralische Zusammensetzung aus primitiven Achondriten inklusive Lodranit, Winonait sowie Silicateinschlüssen in metallischem Eisen ermittelt.

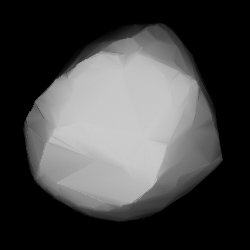
Berechnetes 3D-Modell von (29) Amphitrite

Photometrische Beobachtungen von (29) Amphitrite fanden erstmals statt im Oktober und November 1962 in China. Dabei konnte aus den aufgezeichneten Daten für die Rotationsperiode ein Wert von 5,389 h abgeleitet werden. Bei neuen Messungen während drei Nächten vom 24. Juni bis 4. Juli 1965 an der Southern Station der Sternwarte Leiden in Südafrika wurde aus der Lichtkurve mit drei Maxima und drei Minima eine Rotationsperiode von 5,390 h ermittelt, während nach Beobachtungen am 18. Oktober 1970 und vom 24. Februar bis 19. März 1972 am Kitt-Peak-Nationalobservatorium in Arizona eine Rotationsperiode von 5,3904 h und zusätzlich zwei alternative Lösungen für die Rotationsachse und die Achsenverhältnisse eines dreiachsig-ellipsoidischen Gestaltmodells mit einer nahezu sphärischen Form, aber einer sehr unregelmäßigen und/oder verschiedenfarbigen Oberfläche berechnet wurden. Auch Messungen am 29. und 30. Mai 1977 am La-Silla-Observatorium führten hinsichtlich der Rotationsperiode zu dem bereits bekannten Ergebnis.
Eine Forschergruppe an der University of Arizona und am Planetary Science Institute in Tucson führte in den 1980er Jahren ein Programm zur „Photometrischen Geodäsie“ einer Anzahl von schnell rotierenden Asteroiden des Hauptgürtels durch, darunter auch (29) Amphitrite. Bei Beobachtungen am Kitt-Peak-Nationalobservatorium bei sechs Gelegenheiten zwischen Juni 1981 und Juni 1986 konnten zahlreiche Lichtkurven erfasst werden. Die Auswertung in einer Untersuchung von 1988 errechnete daraus eine eindeutige Position für die Rotationsachse mit retrograder Rotation, eine Periode von 5,3901 h sowie die Achsenverhältnisse eines ellipsoidischen Gestaltmodells.
In den 1980er und 1990er Jahren gab es darüber hinaus zahlreiche weitere Untersuchungen, die aus den archivierten Lichtkurven ab 1962 Berechnungen mit unterschiedlichen Methoden zur Bestimmung der Rotationsachse, des Drehsinns (retrograd), der Rotationsperiode und der Achsenverhältnisse von dreiachsig-ellipsoidischen Gestaltmodellen durchführten. Dabei gab es immer wieder auch neue photometrische Beobachtungen, die zu weiteren Lichtkurven ausgewertet wurden, wie am 1. September 1982 und am 26. und 27. November 1983 am Observatorio del Teide auf Teneriffa sowie am 29. und 30. August 1986 am North Valley Stream Observatory in New York.
Aus 27 im Uppsala Asteroid Photometric Catalogue (UAPC) archivierten Lichtkurven der Beobachtungsjahre 1962 bis 1986 wurde dann in einer Untersuchung von 2002 erstmals ein dreidimensionales Gestaltmodell für den Asteroiden berechnet. Es wurde eine eindeutige Rotationsachse mit retrograder Rotation und eine Periode von 5,390119 h gefunden. Die Auswertung von 66 vorliegenden Lichtkurven und zusätzlichen Daten der Lowell Photometric Database führte dann in einer Untersuchung von 2016 erneut zur Erstellung eines dreidimensionalen Gestaltmodells des Asteroiden für eine eindeutige Rotationsachse mit retrograder Rotation und der gleichen Periode.
Mit dem neuen Algorithmus All-Data Asteroid Modeling (ADAM) wurde 2017 wieder ein Gestaltmodell erstellt, das alle verfügbaren photometrischen Daten in Verbindung mit hochaufgelösten Infrarot-Aufnahmen des Keck-II-Teleskops auf Hawaiʻi aus den Jahren 2002 bis 2010 (siehe oben) sowie Beobachtungen einer Sternbedeckung vom 11. November 2015 reproduziert. Für die Rotationsachse wurde eine eindeutige und verbesserte Position bestimmt und die Rotationsperiode zu 5,390119 h berechnet. Für die Größe wurde ein volumenäquivalenter Durchmesser von 204 ± 3 km abgeleitet. Bei einer Auswertung archivierter Beobachtungen des Astrometrie-Satelliten Hipparcos für (29) Amphitrite konnten 2019 für ein dreiachsig-ellipsoidisches Gestaltmodell keine sinnvollen Ergebnisse für die Rotationsachse, die Periode sowie die Achsenverhältnisse berechnet werden. Zusätzlich wurde die Berechnung aber auch für ein cellinoid-förmiges Gestaltmodell (ähnlich einem flachgedrückten Ei) durchgeführt. Hier wurde eine eindeutige Rotationsachse mit prograder Rotation und eine Periode von 5,3893 h gefunden.

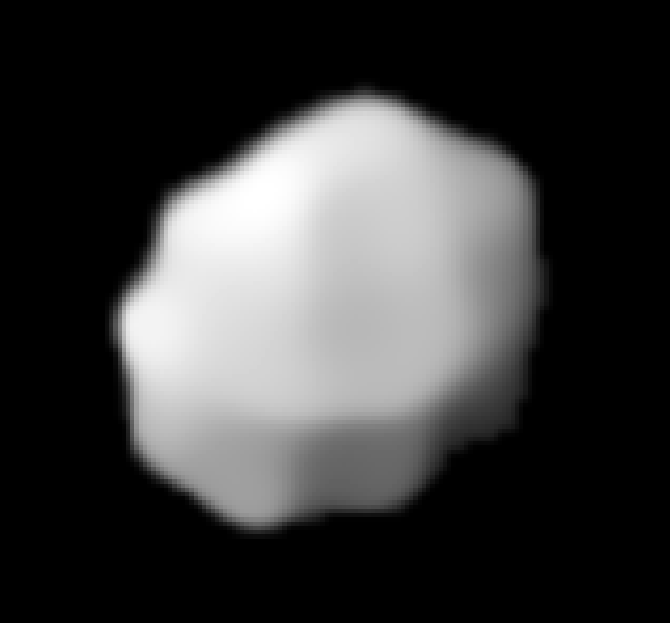
Aufnahme von (29) Amphitrite durch das Very Large Telescope (VLT) am 17. August 2019

Die Auswertung astrometrischer Daten, die bei der Begegnung von (29) Amphitrite mit anderen Asteroiden von der Raumsonde Gaia aufgezeichnet wurden, führte in einer Untersuchung von 2007 zu einer Abschätzung der Masse von (29) Amphitrite zu 15,3·1018 kg bei einer Unsicherheit von ±17 %. Durch die Auswertung naher Begegnung von (29) Amphitrite mit zwei Testkörpern konnte eine Untersuchung von 2011 die Masse von (29) Amphitrite auf 15,2·1018 kg bestimmen. Aus der Schüttdichte von 3,04 g/cm³ ergab sich mit einer angenommenen Materialdichte für Asteroiden dieses Typs von 3,56 g/cm³ eine Porosität im Bereich von 15 %. Abschätzungen von Masse und Dichte für den Asteroiden aufgrund von gravitativen Beeinflussungen auf Testkörper hatten dann in einer Untersuchung von 2012 eine Masse von etwa 12,9·1018 kg ergeben, was mit einem angenommenen Durchmesser von etwa 218 km zu einer Dichte von 2,382 g/cm³ führte bei einer Porosität von 28 %. Diese Werte besitzen eine Unsicherheit im Bereich von ±21 %. Eine weitere Untersuchung von 2017 bestimmte die Masse des Asteroiden zu etwa 14,1·1018 kg mit einer Unsicherheit von ±4 %. Ein umfangreiches Programm der Europäischen Südsternwarte (ESO) zielte darauf ab, die 3D-Form und damit die Dichte von großen Hauptgürtel-Asteroiden zu ermitteln, um ihre Entstehung und Entwicklung besser zu belegen. Es wurden dazu mit dem adaptiven Optikinstrument SPHERE des Very Large Telescope (VLT) am Paranal-Observatorium in Chile hochauflösende Bilder von 42 großen (D > 100 km) Hauptgürtel-Asteroiden aufgenommen, darunter auch (29) Amphitrite. Neben hochaufgelösten Bildern des Asteroiden konnten in der finalen Auswertung 2022 unter anderem folgende Daten erfasst werden:
- Mittlerer Durchmesser 204 ± 2 km
- Abmessungen in drei Achsen 222 × 209 × 183 km
- Masse 12,7·1018 kg
- Dichte 2,86 g/cm³
- Albedo 0,19
- Rotationsperiode 5,390119 h
- Position der Rotationsachse mit retrograder Rotation

Eine Auswertung der astrometrischen Daten von Gaia DR2, die bei Begegnungen mit verschiedenen anderen Asteroiden erfasst wurden, führte in einer Untersuchung von 2022 für (29) Amphitrite zur Abschätzung einer Masse von 13,4·1018 kg. Neue Auswertungen von Gaia-DR3-Daten einer Begegnung von (29) Amphitrite mit dem etwa 4 km großen Asteroiden (9870) Maehata am 3. Februar 2015 bis auf etwa 230.000 km bei einer Relativgeschwindigkeit von 4,1 km/s ergaben in einer Untersuchung von 2023 genauere Werte für die Masse und die Dichte von (29) Amphitrite von 12,6·1018 kg bzw. 2,83 g/cm³.

## Raumsonde Galileo
Für die Mission der Raumsonde Galileo zur Erforschung des Jupiter und seiner Monde ergab sich ein möglicher naher Vorbeiflug an (29) Amphitrite, wodurch diese zunächst als Vorbeiflugziel für Dezember 1986 eingeplant wurde. Durch die Startverzögerung der Raumsonde wegen der Challenger-Katastrophe wurde diese Planung aber nicht realisiert.